# بيدرو مونت
بيدرو مونت (بالإسبانية: Pedro Elías Pablo Montt Montt) (و. 1849 – 1910 م) هو سياسي، محام من تشيلي ولد في سانتياغو.
تولى منصب قائمة رؤساء تشيلي (1906-09-18–1906-08-16) .

## التعليم
تعلم في جامعة تشيلي.

## روابط خارجية
- بيدرو مونت على موقع الموسوعة البريطانية (الإنجليزية)